# Đội tuyển bóng đá nữ quốc gia Bhutan
Đội tuyển bóng đá nữ quốc gia Bhutan do Liên đoàn bóng đá Bhutan quản lý và đại diện cho Bhutan trong các cuộc thi đấu bóng đá nữ quốc tế. Bhutan có trận đấu đầu tiên vào năm 2010. Bhutan tham dự Giải vô địch bóng đá nữ Nam Á 2014 tại Islamabad, Pakistan và thua cả ba trận đấu. Mặc dù vậy đội có bàn thắng đầu tiên trong trận thua 4-1 trước Pakistan do công của Tshering Yangdon.

## Lịch sử
Đội tuyển nữ Bhutan không hề tham dự các giải đấu quốc tế nào trước năm 2010. Trước khi bắt đầu tham gia đấu trường quốc tế, Liên đoàn bóng đá Bhutan tổ chức một giải đấu bóng đá nữ với sự cho phép của FIFA với sự tham dự của các đội bóng nữ đại diện cho các Dzongkhag (huyện). Giải đấu ra đời nhằm gia tăng sự phổ biến của bóng đá tới nữ giới Bhutan, đồng thời tuyển chọn và huấn luyện các cầu thủ cho đội tuyển nữ quốc gia sau này.

## Thành tích World Cup
| Năm         | Kết quả       | Vị trí | Tr | T | H* | B | BT | BB | HS |
| ----------- | ------------- | ------ | -- | - | -- | - | -- | -- | -- |
| 1991 — 2019 | Không tham dự | -      | -  | - | -  | - | -  | -  | -  |
| Tổng        | 0/8           | -      | -  | - | -  | - | -  | -  | -  |

*Tính cả các trận hòa phải giải quyết bằng luân lưu 11m.

## Cúp châu Á
| Năm       | Kết quả       | Tr | T | H* | B | BT | BB | HS |
| --------- | ------------- | -- | - | -- | - | -- | -- | -- |
| 1975–2018 | Không tham dự | -  | - | -  | - | -  | -  | -  |
| Tổng      | 0/18          | -  | - | -  | - | -  | -  | -  |

*Tính cả các trận hòa phải giải quyết bằng luân lưu 11m.

## Thành tích Giải vô địch Nam Á
| Năm  | Kết quả   | Tr | T | H* | B  | BT | BB |
| ---- | --------- | -- | - | -- | -- | -- | -- |
| 2010 | Vòng bảng | 3  | 0 | 1  | 2  | 1  | 28 |
| 2012 | Vòng bảng | 3  | 0 | 0  | 3  | 0  | 16 |
| 2014 | Vòng bảng | 3  | 0 | 0  | 3  | 1  | 15 |
| 2016 | Vòng bảng | 3  | 0 | 0  | 3  | 1  | 13 |
| 2019 | Vòng bảng | 2  | 0 | 0  | 2  | 0  | 5  |
| Tổng | 5/5       | 14 | 0 | 1  | 13 | 3  | 77 |

*Tính cả các trận hòa phải giải quyết bằng luân lưu 11m.

## Huấn luyện viên
| Tên          | Tại nhiệm | Trận | Thắng | Hòa | Thua | Tỉ lệ thắng |
| ------------ | --------- | ---- | ----- | --- | ---- | ----------- |
| Kota Namgay  | 2010–2012 | 7    | 0     | 1   | 6    | 000,0       |
| Dorji Khandu | 2014      | 3    | 0     | 0   | 3    | 000,0       |
| Lee Sung-jea | 2016      | 3    | 0     | 0   | 3    | 000,0       |
| Tổng         | Tổng      | 13   | 0     | 1   | 12   | 0.0         |